# 張志淵
張 志淵（チャン・ヂヨン、1864年11月30日 - 1921年10月2日）は、李氏朝鮮、大韓帝国の学者、言論人。字は「舜韶」、号は「韋庵」。本貫は仁同張氏。

## 人物
慶尚道尚州生まれ。1894年に科挙の進士に及第。1899年『皇城新聞』の主筆となる。ついで広文社を設立し、丁若鏞の『牧民心書』等を刊行した。1902年に皇城新聞の社長に就任し、1904年11月「是の日や放声大哭す」という社説を掲げ、韓国保護条約の締結が日本の強要によることを暴露し、日本の官憲によって投獄され、皇城新聞は翌年2月まで停刊させられた。1906年大韓自強会の設立に参加し愛国啓蒙運動を展開した。1910年の韓国併合後は、『朝鮮儒教淵源』(1917年)を発表するなど、歴史研究に従事した。

## 主張
張志淵は、四夷のなかで、東夷以外は、漢字表記のなかに「虫」や「犬」に相当する文字が入っているが、東夷（＝朝鮮民族）には「虫」や「犬」などの文字が入っておらず、「弓の人」であり、中華の周辺民族とは違い、その独自性・優秀性（＝「其性仁善」）を強調している。
張志淵は、朝鮮を征服した後、箕子朝鮮を建国した中国殷王朝の政治家箕子について、以下のように述べている。
箕子とは、中国古代の殷周革命が起きたときの、殷王朝の王族であり、檀君朝鮮末期に、周王朝を避けて朝鮮半島にやってきた。そして、「洪範九疇」によって朝鮮人を教化した。大韓民国の国旗である太極旗の図案は『易』の原理で描かれている。「洪範九疇」は『易』の原理、儒教の根本の教義であり、箕子はそれを殷王朝を滅ぼし、周王朝を建国した周武王に伝えるとともに、朝鮮にももたらし、「八條之教」によって朝鮮人を教化したことは、『史記』に記されているが、張志淵はそれを「洪範九疇」とみている。
『易』明夷の解釈にことよせて、朝鮮が「儒教宗祖之邦」といってもよいとまで断言してはばからない。そして、箕子が「洪範九疇」を朝鮮にもたらしたことから、孔子が生まれる以前に、儒教の根本の教義が朝鮮に伝わっていたことになる。
『論語』にみえる中国で「道」がおこなわれないことに対する孔子の嘆きの言葉も、箕子が朝鮮で成功したことにあやかろうとして、海外に行ってしまいたい、九夷（東夷）にでもおろうかと、述べたものとする解釈は、李氏朝鮮では通説だった。ただし、残念であるが、孔子の朝鮮への東来は実現することはなく、これについて張志淵は以下のように述べている。